# Cubs de l'Iowa
Les Cubs de l'Iowa (en anglais : Iowa Cubs) sont une équipe de ligue mineure de baseball basée à Des Moines (Iowa). Affiliés depuis 1981 à la formation de MLB des Cubs de Chicago, les Cubs de l'Iowa jouent au niveau Triple-A en Ligue de la côte du Pacifique. Fondée en 1969 sous le nom d'Oaks de l'Iowa (en anglais : Iowa Oaks), la formation adopte son nom actuel en 1981 et évolue depuis 1992 au Principal Park, anciennement Sec Taylor Stadium (12 000 places). 

## Histoire
Le club est fondé en 1969 au niveau triple A en Association américaine. Affilié avec les Athletics d'Oakland de 1969 à 1973, les White Sox de Chicago (1973-1974 puis 1976-1980) et les Astros de Houston (1975), le club rejoint l'organisation des Cubs de Chicago en 1981. À cette occasion, les Oaks de l'Iowa deviennent les Cubs de l'Iowa.
Champion de l'Association américaine en 1993 puis finaliste malheureux en 1997, les Cubs rejoignent la Ligue de la côte du Pacifique après l'arrêt de l'Association américaine en 1998. En 2004, les I-Cubs furent finalistes de la Ligue de la côte du Pacifique mais ils s'inclinèrent face aux River Cats de Sacramento.

## Palmarès
- Champion de l'Association américaine (AAA) : 1993
- Finaliste de l'Association américaine (AAA) : 1997
- Finaliste de la Ligue de la côte du Pacifique (AAA) : 2004